# Катаяма, Хироси
Хироси Катаяма (яп. 片山 洋 Катаяма Хироси, род. 28 мая 1940, Токио) — японский футболист. Выступал за национальную сборную (1961—1971). Бронзовый призер летних Олимпийских игр в Мехико (1968). Его отец Yutaka Katayama — первый президент Nissan Motor Company в США

## Клубная карьера
На протяжении своей футбольной карьеры выступал за клуб «Мицубиси Моторс», к которому присоединился в 1963 году после окончания университета Кэйо. Через два года клуб вошел в созданную японскую футбольную лигу, в 1969 году стал чемпионом, а в 1971 году выиграл Кубок Императора. Катаяма завершил карьеру в 1972 году, сыграв в 107 матчах и забив 3 гола. На протяжении пяти лет (1966—1970) его включали в символическую сборную чемпионата.

## Карьера в сборной
2 августа 1961 года, когда Катаяма еще учился в университете, он дебютировал за сборную Японии против Малайзии. После этого он регулярно вызывался в национальную команду и в 1964 году выступил на Олимпийских играх в Токио, сыграв все матчи на турнире. Через четыре года в составе команды завоевал бронзовые медали летних Олимпийских игр в Мехико (1968). Кроме того Катаяма играл на Азиатских играх, отборочных матчах к чемпионату мира 1970 года и в матчах квалификации на Летние Олимпийские игры 1972. Последним матчем за национальную сборную стала встреча с Южной Кореей, которая стала его 38-й игрой за сборную.
В 2007 году Катаяма был введен в Зал славы японского футбола.

## Достижения

### Командные
«Мицубиси Моторс»
- Чемпион Первого Дивизиона Японской футбольной лиги: 1969
- Обладатель Кубка Императора: 1971

### Международные
Сборная Японии
- Олимпийских игр: 1968

### Личные
- Символическая сборная Первого Дивизиона Японской футбольной лиги: 1966, 1967, 1968, 1969, 1970
- Зал славы японского футбола

## Статистика

### В клубе
| Сезон | Клуб            | Лига                         | Матчи | Голы |
| ----- | --------------- | ---------------------------- | ----- | ---- |
| 1965  | Мицубиси Моторс | Чемпионат Японии. Дивизион 1 | 14    | 1    |
| 1966  | Мицубиси Моторс | Чемпионат Японии. Дивизион 1 | 14    | 1    |
| 1967  | Мицубиси Моторс | Чемпионат Японии. Дивизион 1 | 13    | 0    |
| 1968  | Мицубиси Моторс | Чемпионат Японии. Дивизион 1 | 14    | 0    |
| 1969  | Мицубиси Моторс | Чемпионат Японии. Дивизион 1 | 14    | 0    |
| 1970  | Мицубиси Моторс | Чемпионат Японии. Дивизион 1 | 14    | 1    |
| 1971  | Мицубиси Моторс | Чемпионат Японии. Дивизион 1 | 14    | 0    |
| 1972  | Мицубиси Моторс | Чемпионат Японии. Дивизион 1 | 10    | 0    |
| Итого | Итого           | Итого                        | 107   | 3    |

### В сборной
| Сборная Японии | Сборная Японии | Сборная Японии |
| Год            | Матчи          | Голы           |
| -------------- | -------------- | -------------- |
| 1961           | 4              | 0              |
| 1962           | 1              | 0              |
| 1963           | 5              | 0              |
| 1964           | 1              | 0              |
| 1965           | 4              | 0              |
| 1966           | 6              | 0              |
| 1967           | 5              | 0              |
| 1968           | 3              | 0              |
| 1969           | 4              | 0              |
| 1970           | 0              | 0              |
| 1971           | 5              | 0              |
| Итого          | 38             | 0              |